# Медведева-Арбузова, Евгения Владимировна
Евге́ния Влади́мировна Медве́дева-Арбу́зова (род. 4 июля 1976, Кондопога) — российская лыжница, чемпионка XX зимних Олимпийских игр в женской эстафете 4х5 км (выиграла последний этап), бронзовый призёр XX зимних Олимпийских игр в дуатлоне, завоевала первую медаль российской сборной на Олимпиаде.

## Биография
Выпускница Кондопожской детской спортивной школы № 1. С 1993 года в Санкт-Петербургском училище Олимпийского резерва, начала заниматься лыжами (тренер Николай Бондарев). Чемпионка мира среди юниоров в эстафете (1996). С 2000 года периодически включалась в состав сборной России.

## Семья
Замужем за мастером спорта России по лыжным гонкам Алексеем Медведевым, который являлся в последние годы для неё тренером, менеджером и сервисменом.
Дочь Дарья, Варвара.
Проживают в Петрозаводске (Республика Карелия).

## Награды и звания
- Орден Почёта (2007)[2]
- Заслуженный мастер спорта.
- Заслуженный работник физической культуры Республики Карелия.